# رامهرمز
رامهُرمُز شهری در استان خوزستان و مرکز شهرستان رامهرمز می‌باشد، که در جنوب غربی کشور ایران قرار دارد. در جغرافیای تاریخی قدمت رامهرمز را بیش از ده هزار سال می‌دانند. رامهرمز از شمال به شهرهای ایذه، مسجد سلیمان و شوشتر، از خاور به بهبهان و استان کهگیلویه و بویراحمد، از باختر به اهواز و از جنوب به بندر ماهشهر محدود است. میدان نفتی مارون؛ سومین میدان بزرگ نفتی ایران، در محدوده این شهر قرار دارد.

#### پیشینه
دهخدا آورده‌است: رامهرمز شهری از بناهای هرمز پادشاه ساسانی است در حوالی شوشتر، که در قدیم به آن «سمنگان» می‌گفته‌اند که آن را ساده کرده، «رامز» و منسوب به آن جا را «رامزی» می‌گویند. چون هرمز پادشاه وقت را آشفتگی در دماغ پدید آمد او را از مقر سلطنتی خود استخر بدان شهر آوردند و در آنجا شفا یافت پس آنجا را رام هرمز گفتند.
رامهرمز در کنار شوش و شوشتر، دیگر شهر خوزستان می‌باشد که طبق نظر تاریخ‌دانان در دوره‌ای پایتخت ایران بوده‌است. یاقوت حموی می‌گوید که رامهرمز متشکل از دو کلمه رام (شهر) و هرمز (نام یکی از خسروان ساسانی) بوده‌است. برخی می‌گویند رامهرمز نامی کوتاه شده از رامهرمز اردشیر بوده و برخی نیز گفته‌اند  به‌دلیل بنا شدن شهر رامهرمز در دورهٔ هرمز ساسانی نام این شهر رامهرمز شده‌است.برخی می‌گویند رامهرمز نامی كوتاه شده از رامهرمز اردشیر بوده و این شهری است نامدار در خوزستان و عامه مردم خوزستان این شهر را رامز یا به گویش الوار مجاور كه «ا» را به «و» تبدیل می‌كنند رومز گویند. برخی نیز گفته‌اند  به‌دلیل بنا شدن شهر رامهرمز در دوره هرمز ساسانی نام این شهر رامهرمز شده است. رامهرمز محل احتمالی سلوکیهٔ هدیفون است که تا پایان حیات الیماییان و ظهور ساسانیان اهمیت خود را حفظ کرد. در جغرافیای تاریخی قدمت رامهرمز را بیش از ۱۰۰۰۰ سال می‌دانند  و پیدایش قدیمی‌ترین تمدن بشری در شوش و منطقه انشان مشخص گردیده و در دوران هخامنشیان و اشکانیان و ساسانیان نه تنها بر عظمت منطقه افزوده گشت، بلکه شهرهایی نیز در آن دوران ایجاد شده که بدون شک رامهرمز یکی از آن شهرها بوده‌است. ویرانه‌های «اسک» بین راه رامهرمز و ارجان در راه بهبهان و ویرانه‌های طاق نصرت به جای مانده از دوره ساسانی در شهر رامهرمز، گذشته پرشکوه تاریخی آن را نشان می‌دهد. در سده ۴ هـ. ق رامهرمز به سبب کرم ابریشمی که در آن به عمل می‌آمد و به دیگر نقاط صادر می‌شد شهرت جهانی داشت. کتابخانه فرقه معتزله در این شهر بوده‌است.
اصطخری می‌گوید: در رامهرمز پارچه‌های ابریشمی می‌بافند و به بسیاری از شهرها می‌برند. می‌گویند مانی پیشوای دینی نامدار در این شهر کشته و به دار آویخته شده‌است و نیز گویند وی در این شهر در مجلس بهرام گور به مرگی حتمی در گذشت و سپس سرش را از تن جدا کردند و گفتند او را کشته‌ایم. ابن البشار می‌گوید: رامهرمز قصبه بزرگی است و بازارهای بسیار و پر نعمت دارد. مسجد جامع زیبایی دارد که در گرد آن بازارهای آبادی برپا بوده و از عضدالدوله دیلمی است. تمام این بازار سنگ‌فرش، مسقف، پاکیزه، زیبا و روشن است. او همچنین به وجود کتابخانه‌ای در این شهر اشاره می‌کند و اهمیت و بزرگی آن را با کتابخانهٔ بصره مقایسه می‌کند.
ابن بطوطه جهانگرد اندلسی در سفرنامه ماجول (ماهشهر)، رامهرمز، ایذه و شوشتر را بلاد لر و لرستان نامیده است. از زمان روی کار آمدن اتابکان لربزرگ این نواحی یکپارچه جز لر بزرگ بوده است.
مؤلف ابن مفرغ گوید: معنی رام در عنوان رامجرد گفته شد و هرمز نام روز اول از هر ماه فارسیان می‌باشد و نام فرشته‌ای که مصالح آنروز در دست اوست و نام ستاره مشتری و نام پسر انوشیروان و نام رب‌الارباب نیز باشد و معنی رامهرمز شاد و خرم‌آباد هرمز، از گرمسیرات فارس، در میانه شمال و مغرب شیراز افتاده‌است. درازای آن از معدن نفت سفید تا قریه جولکی بیست و یک فرسنگ، پهنای آن از شاروین تا قلعه شیخ هفت فرسنگ است و محدود است از جانب مشرق بنواحی بهمئی و از سمت شمال بنواحی بختیاری و از سوی باختر و جنوب، به نواحی بلوک فلاحی. تابستانش گرم است و درختان سردسیری را جز درخت گردو بخرمی پروراند. خرما و نارنج و لیمو و ترنج و سایر درختانش در ضخامت و بلندی ضرب‌المثل است. بیشتر درخت صحرا و دامنه کوهستان رامهرمز درخت کنار است. کشت و زرعش گندم و جو و برنج و پنبه و کنجد و نخود و عدس و ماشک و لوبیای سفید است. آبش از چندین رودخانه‌است که همه را از میان بلوک رامهرمز گذار است و زمینش چنان شیب دارد که یکنفر بیلدار در همه جا می‌تواند آب را از رودخانه جدا کند و چون آب رودخانه را به جداول آورند چنان به سرعت می‌رود که گل و لای در جدول نماند و هر ساله این جدول‌ها نیازمند تنقیه نباشد و شکار صحرای رامهرمز آهو و دراج است که گویا تخم این دو جانور را پاشیده‌اند و کهره آهو و جوجه دراج روییده‌است. مرغ دراج رامهرمز با گنجشک جای دیگر برابری دارد. برف تابستانه کوهستانش بی‌محافظت تا سال دیگر می‌ماند.

## جغرافیا
شهرستان رامهرمز با ۳۲۵۷ کیلومتر مربع مساحت در خاور استان خوزستان واقع شده، که از شمال به شهرستان‌های ایذه، مسجد سلیمان و شوشتر، از خاور به بهبهان و استان کهگیلویه و بویراحمد، از باختر به شهرستان اهواز و از جنوب به شهرستان بندر ماهشهر محدود است. مرکز آن شهر رامهرمز است که با ۳/۷ کیلومتر مربع مساحت در ۱۰۰ کیلومتری خاور اهواز بین ۳۱ درجه و ۱۶ دقیقه پهنای شمالی و ۴۹ درجه و ۳۷ دقیقه درازای خاوری نسبت به نصف‌النهار گرینویچ قرار دارد و بلندی آن از سطح دریا ۱۶۰ متراست. آب و هوای رامهرمز گرم بوده و رودخانه جراحی از خاور رامهرمز می‌گذرد.
رامهرمز بر سر چهار راهی قرار گرفته‌است. راه آسفالته به سوی جنوب خاوری به درازای ۹۰ کیلومتر تا بهبهان، راه آسفالته به سوی شمال خاوری به درازای ۵۷ کیلومتر تا باغملک (جانکی)، راه آسفالته اصلی به سوی جنوب باختر تا راه اصلی آسفالته اهواز به بندر ماهشهر به درازای ۳۹ کیلومتر، راه اصلی به سوی شمال باختری به درازای ۱۵ کیلومتر
و فاصله هوایی شهرستان رامهرمز تا تهران ۵۵۲ کیلومتر است.
شهرستان رامهرمز، در سال ۱۳۸۵ جمعیتی بالغ بر ۱۲۳۹۳۰ نفر را که در ۲۵۷۱۸ خانوار می‌زیستند، در خود جای داده‌است.

## مردم‌شناسی
در دائره المعارف بزرگ اسلامی آمده است: مردم رامهرمز از اقوام بختیاری و از طایفه‌های چهارلنگ و نیز طوایفی از اقوام دیگر مانند، خدری دشتستان، زارع زاده، بیگدلی، و طلاوری هستند. همچنین مردمی از شهرها و استان‌های مجاور به این شهر كوچ كرده‌اند.
از چهره‌های نام‌آشنا و مشهور رامهرمز می‌توان به سلمان فارسی، قدمعلی سرامی، ابو یحیی زکریا محمد رامزی، ابن خلاد رامزی، ابو عبدالله رامزی، ابن مفرغ، ابو طاهر بن احمد بن فضل رامزی، ابو علی محسن ابن علی، حیدر بهمنی، حبیب‌الله معلمی، عبدالله ویسی، صالح حردانی، ، صابر حردانی، سید علی موسوی نور، پورشهریار رامهرمزی (ناخدا دریا) و عبدالجلیل کلانتر هرمزی اشاره کرد.

## زبان
در فصل‌نامه مطالعات خلیج فارس از بنیاد ایران شناسی آمده است: با توجه به اسناد تاریخی می‌توان گفت که زبان مردم رامهرمز در زمان عیلامیان سریانی و بعد در زمان ساسانیان از چهارصد سال قبل از میلاد به پهلوی، یکی از گروه‌های زبان غربی ایرانی میانه، تغییر پیدا کرد. سپس در طول تاریخ، زبان مردم رامهرمز ادغامی از زبان پهلوی و اوستایی با لهجه‌ای نزدیک به لهجه لری و کلمات محلی همراه با اصطلاحات فارسی شکسته شد. همچنین در این مجله آمده است: در واقع لهجه‌ی «رومزی» لهجه‌یی از گویش بختیاری است؛ زیرا مناطق اطراف رامهرمز آن‌چنان که ذکر آن رفت، تقریباً همگی بختیاری‌نشین است. از طرفی بدلیل سکونت طایفه‌ی عرب کعبی در مناطق اطراف رامهرمز، زبان و گویش عربی هم در رامهرمز رایج است. لهجه رامهرزی تا حدود زیادی همان لهجه لری بختیاری با اندکی تغییر است.»
در مورد زبان رامهرمزی مقدسی می‌گوید: «زبانی دارند که فهمیده نمی‌شود». عبدالغفار نجم‌الملک (فوت: سال 1299 هـ . ق) در دوره‌ی قاجار، سفری به خوزستان و رامهرمز داشته و درباره‌ی زبان مردم رامهرمز در آن زمان می‌گوید: «به زبان فارسی تکلم می‌کنند؛ ولی با لهجه‌ی لری و عربی مخصوص».
اطلس زبانهای ایران زبان اکثریت مردمان این شهررا گویش رامهرمزی و اقلیتی را فارسی معیار صحبت دسته بندی می‌کند. همچنین در برخی منابع آمده است زبان‌های لری بختیاری و لری جنوبی و عربی نیز در این شهر سخن گفته می‌شود.

## جاذبه‌های گردشگری
- یدون کبوتری
- قلعه داودختر (واقع در پاچکوه)
- قلعه امیر مجاهد
- قلعه یزدگرد
- شهر مختارک
- عمارت صمیمی
- روستای زیبای چم هاشم قلعه دهقان
- تل مَشتانه (بر وزن مستانه) در بنه ردس تل گارا در بنه قیطاس تل قبری در بنه قیطاس

- تشکوه رامهرمز (کوه آتشین)
- روستای جوکنک
- چشمه‌های قیر ماماتین (خون اژدها)[۲۲] یا دره قیر
- کنارستان سیفرج روستای بنه کاعلیخان (ابوذر)
- تل گِصِر

### حیات وحش و زیستگاها
رامهرمز از دیرباز زیستگاه آهو بوده‌است چنانچه مؤلف کتاب فارسنامه ناصری آورده‌است:شکار صحرای رامهرمز آهو و دراج است که گویا تخم این دو جانور را پاشیده‌اند و کهره آهو و جوجه دراج روییده‌است. اکنون منطقه حفاظت شده دیمه رامهرمز بیش از بیست راس آهو وجود دارند. دشت دیمه رامهرمز زیستگاه مناسبی برای گونه آهو می‌باشد که با توجه به مطالعات انجام شده توسط کارشناسان اداره کل حفاظت محیط زیست این مکان برای احیاء گونه آهو مناسب می‌باشد. این آهوان زیبا در زمینی به مساحت ۱۰۰ هکتار که فنس کشی شده‌است، زندگی و زاد آوری می‌کنند.

### بیشه زارهای مارون
در حاشیهٔ رودخانهٔ زیبای مارون بیشه‌زارهای سرسبز و خرم با درختان بید، بنگر، گز و کنار چشم‌اندازهای زیبا و بکری را به وجود آورده‌اند. در این جنگل‌ها پرندگان وحشی زیادی نظیر دراج، تیهو، مرغابی، بلبل و کبوترهای وحشی زندگی می‌کنند. همچنین حیواناتی مانند گراز، روباه، شغال، گرگ، گربه وحشی و خرگوش در این بیشه زارها زیست می‌کنند. این رودخانه به علت پرآب بودن در فصول سال طبیعتی دلنشین و جذاب دارد که می‌تواند محل مناسبی جهت تفریح و تفرج باشد. این بیشه‌زارها از روستاه‌های شاه ابوالقاسم، بنه عباس، سلطان آباد، بنه قیطاس، بن رشید لپویی تا زویدی ادامه دارند.

### دشت دیمه
منطقه حفاظت شدهٔ دشت دیمه رامهرمز در ده کیلومتری جاده رامهرمز به رامشیر قرار دارد، و مساحت آن صد هکتار است. در این دشت بیش از پنجاه راس آهو زیست می‌کنند. همچنین یک جفت غزال عربی اهدایی امیر قطر به ایران در این منطقه رهاسازی شده‌اند که نخستین نوزاد خود را در این دشت به دنیا آورده‌اند.

### گنجینه جوبجی
این گنجینه در سال ۱۳۸۶ به شکل اتفاقی و حین خاک‌برداری شرکت آب و فاضلاب خوزستان در یک محوطه ۲۵۰۰ ساله در روستای جوبجی رامهرمز پیدا شد. قدمت این گنجینه که بخشی از آن با عنوان گنجینه جوبجی در موزه ایران باستان نیز به نمایش گذاشته شده‌است، به دوره عیلامی می‌رسد. خبر پیدا شدن تکه‌های طلا توسط یکی از مسئولان شرکت پیمانکار «وشاق» به اداره میراث فرهنگی، صنایع دستی و گردشگری رامهرمز داده می‌شود.
با توجه به تاریخی بودن این منطقه، پیش از کشف قطعات طلا و سفال، اداره میراث فرهنگی رامهرمز عملیات خاک‌برداری شرکت آب و فاضلاب را متوقف کرده بود اما این شرکت چند روز بعد دوباره فعالیت خویش را آغاز کرد که به این کشف منجر شد. خاکبرداری به وسیله بیل‌های مکانیکی به کشف ۵۰۰ سکه، دستبند و قطعات طلا و قطعات بسیار زیاد سفال منجر می‌شود که خیل عظیمی از مردم را به این منطقه می‌کشاند.

### تل گِصِر
یکی از آثار تاریخی شاخص استان خوزستان است. این تپه‌ها آثاری از دوره‌های پیش از تاریخ و تاریخی در خود جای داده‌اند. تل گسر و روستای ان در شمال غربی و ۲۰ کیلومتری رامهرمز قرار دارد.
در دوره‌های قبل از انقلاب و بعد از انقلاب، این تپه‌های تاریخی مورد کاوش باستان شناسان متعددی قرار گرفته‌است.
حفاری توسط مک کاون باستان‌شناس آمریکایی از مؤسسه شرقی شیکاگو در سال ۱۹۴۷ میلادی از اولین حفاری هاست. این حفاری‌ها بعدها توسط کاوشگران زیادی از داخل و خارج از کشور ادامه یافت.
تپه‌های تاریخی تل گِصِر در سال ۱۳۹۵ توسط مشاور اداره کل میراث فرهنگی استان خوزستان تعیین عرصه و حریم شد.
این شهر قهرمان جهان و آسیایی دارد.

### سید علی موسوی نور
قهرمان مسابقات آسیایی کاراته. 

### رضا دهدار
قهرمان جهان در وزنه‌برداری است.
1. ↑  «نتایج سرشماری نفوس و مسکن سال ۹۵ استان خوزستان اعلام شد».
2. ↑  «نتایج سرشماری عمومی نفوس و مسکن ۱۳۹۵، جمعیت تا سطح آبادی بر حسب سواد» (به لری). وبگاه رسمی مرکز آمار ایران. بایگانی‌شده از اصلی در ۴ اکتبر ۲۰۱۱. دریافت‌شده در ۱۶ دی ۱۳۸۷.
3. ↑  «انتقال روزانه بیش از نیم میلیون بشکه نفت خام از میدان نفتی مارون». خبرگزاری مهر. ۲۶ فروردین ۱۳۹۴.
4. ↑  «رامهرمز». لغت‌نامه دهخدا. بایگانی‌شده از اصلی در ۱۷ سپتامبر ۲۰۱۴. دریافت‌شده در ۲۲ نوامبر ۲۰۱۳.
5. 1 2 3  «رامهرمز از قلعه « دا و دختر» تا « عمارت صمیمی»». cgie.org.ir. دریافت‌شده در ۲۰۲۵-۰۳-۰۴.
6. ↑  معجم البلدان تألیف یاقوت حموی
7. ↑  یعقوب محمدی‌فر (بهار ۱۳۹۶)، «مروری بر مطالعات الیمایی»، ] پژوهشهای باستان‌شناسی ایران، ش. ۱۲، ص. ۱۶۶، بایگانی‌شده از اصلی در ۴ مه ۲۰۲۱، دریافت‌شده در ۴ مه ۲۰۲۱
8. ↑  اصطخری, ابواسحاق ابراهیم، به اهتمام ایرج افشار (1368). مسالک و ممالک. تهران: علمی و فرهنگی.
9. ↑  سفرنامه ابن بطوطه. صص. ۲۳۴ و ۲۴۰. اهالی بصره به من پیشنهاد دادند که به لرستان برو و من به ماجول رامهرمز ایذه و شوشتر رفتم به اینجا بلاد لر یا لرستان می‌گویند.
10. ↑  «اتابکان لرستان | دائرةالمعارف بزرگ اسلامی |  مرکز دائرةالمعارف بزرگ اسلامی». cgie.org.ir. دریافت‌شده در ۲۰۲۵-۰۳-۰۴.
11. ↑  امان اللهی بهاروند، ص۷۶
12. ↑  GARAVAND, Ghorad Allah, (2022), “Lor û Loristân û Payvand-e ân bâ Kord dar Sadahay-e Meyâna”, Nûbihar Akademî, no. 18, p.154, DOI: 10.55253/2022.nubihar.1203185
13. ↑  «نگاهی به کتاب قوم لر، تألیف دکتر سکندر امان‌اللهی بهاروند». پایگاه خبری تحلیلی آوای سیمره. ۲۰۲۴-۰۸-۰۳. دریافت‌شده در ۲۰۲۵-۰۳-۰۴.
14. ↑  فارسنامه ناصری
15. ↑  فرمانداری رامهرمز
16. 1 2  صادقی‌نیا، دکتر حمدالله (۱۳۹۵). گویش و آداب و رسوم رامهرمز. ج. هفتم. بنیاد ایران‌شناسی. صص. ۱۳۱ به بعد.
17. ↑  (خانلری، 1373: 71)
18. ↑  (نجم الملک، 1364: 144)
19. ↑  «رامهرمز». اطلس زبانهای ایران.
20. ↑  «LORI DIALECTS – Encyclopaedia Iranica». web.archive.org. ۲۰۱۴-۰۹-۲۴. بایگانی‌شده از اصلی در ۲۴ سپتامبر ۲۰۱۴. دریافت‌شده در ۲۰۲۲-۱۲-۱۲.
21. ↑  خوزستان، دایره المعارف اسلامی
22. ↑  «ثبت چشمه‌های قیر، تشکوه و مهمانخانه اعراب در فهرست میراث ملی». سایت خوزنیوز.
23. ↑  «اولین آهوی دشت رامهرمز به دنیا آمد». مرجع حیات وحش ایران. بایگانی‌شده از اصلی در ۲۵ سپتامبر ۲۰۱۳. دریافت‌شده در ۱۹ اکتبر ۲۰۱۹.
24. ↑  پایگاه اینترنتی میراث فرهنگی و گردشگری خوزستان
25. ↑  مرجع حیات وحش ایران
26. ↑  «میراث فرهنگی و گردشگری خوزستان - آرامگاهی از خاندان شوتورَ نهونته پسر ایندَد». بایگانی‌شده از اصلی در ۲۵ مارس ۲۰۱۲. دریافت‌شده در ۱۳ دسامبر ۲۰۱۱.
27. ↑  «سید علی موسوی نور قهرمان آسیا شد».